# Yann Sommer
Yann Sommer (nascut el 17 de desembre de 1988) és un futbolista suís que juga com a porter per l'Inter de Milà.
Sommer va debutar a la Super Lliga amb el Basilea en una derrota per 3-2 contra Young Boys a l'estadi de Suïssa, Wankdorf, el 7 de febrer de 2009. Va jugar sis partits amb el Basilea fins al final de la temporada. El 16 de juny es va unir a Grasshopper amb una cessió d'una temporada, on va jugar 33 partits de lliga.
El 10 de març de 2014, Sommer va signar un contracte de cinc anys amb el Borussia Mönchengladbach, de la Bundesliga alemanya, a partir de l'1 de juliol. Va ser fitxat per substituir Marc-André ter Stegen, que s'havia unit al FC Barcelona. En la primera temporada de Sommer a Mönchengladbach, la 2014–15, el Gladbach va acabar en el tercer lloc de la Bundesliga, la classificació més alta del club des de 1978. El club també va aconseguir batre el seu rècord de partits consecutius sense derrota, superant el rècord de 17 partits que havia establert durant la temporada 1970–71.

## Carrera de club

### FC Basilea
Nascut a Morges (Vaud), Sommer va jugar de nen als equips juvenils del FC Herrliberg i més tard del Concordia Basel. Es va mudar a l'equip juvenil de Fussballclub Basilea el 2003 i va signar el seu primer contracte professional amb el 2005. Es va convertir en el primer porter de la selecció sub-21 gairebé immediatament, defensant-se de rivals com Jayson Leutwiler i Orkan Avci i va ser tercer a l'elecció per al primer equip darrere de Franco Costanzo i Louis Crayton.

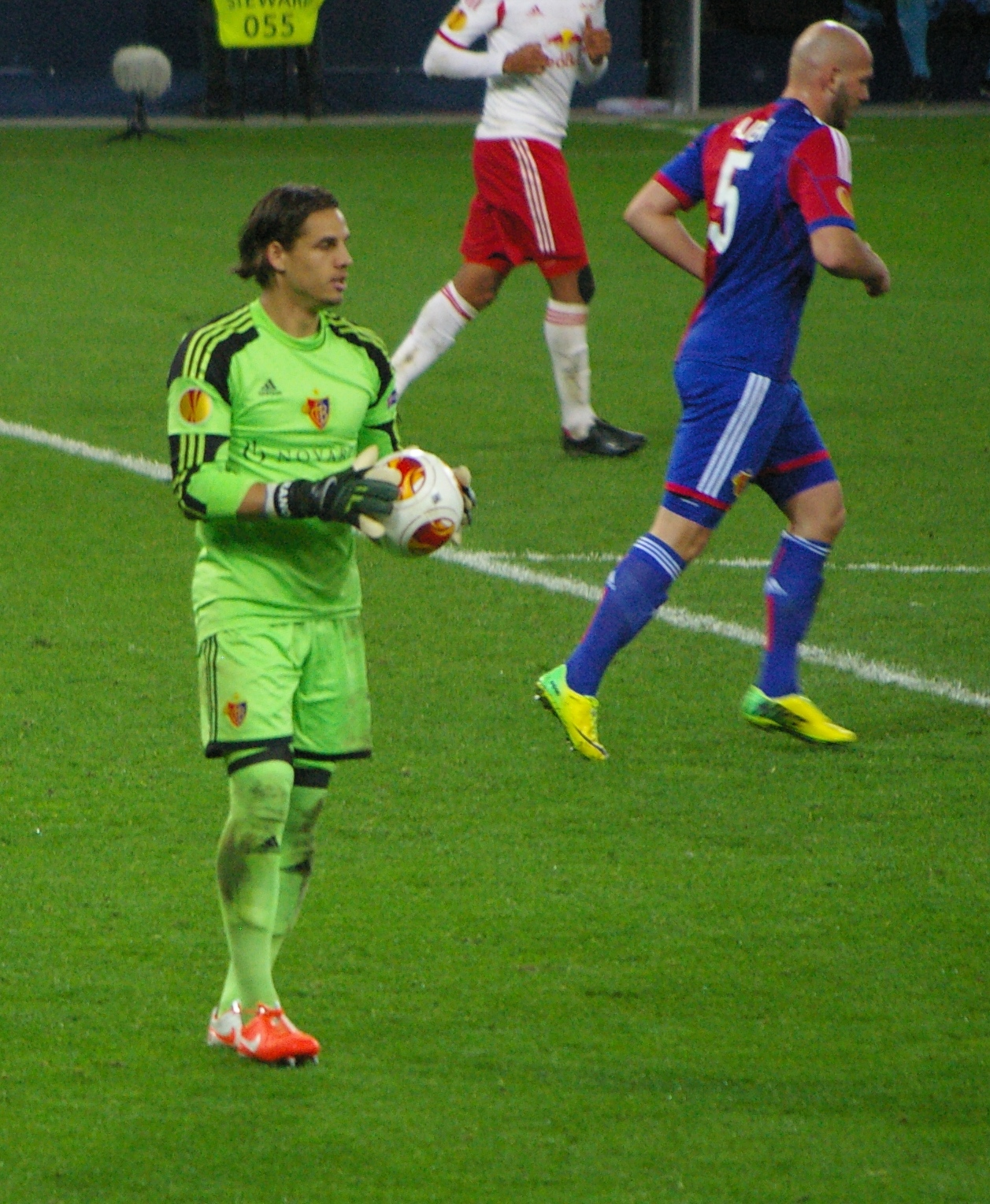
Sommer en un partit de l'Europa League contra el Salzburg el març de 2014.

Durant l'estiu de 2007 va signar un nou contracte fins al 2011, i va ser cedit al Fussball Club Vaduz de Liechtenstein per guanyar experiència al primer equip en un entorn una mica més competitiu que els reserves de la 1.Lliga. Va ser nomenat porter de primera elecció i va jugar 33 partits en el transcurs de la temporada 2007-08 de la Challenge League, exercint un paper important en la promoció del Vaduz a la Superlliga de Suïssa. El seu préstec es va estendre fins al gener del 2009. Va fer el seu debut a la Superlliga amb el Vaduz el 20 de juliol del 2008 en una victòria per 2-1 com a visitant contra el FC Lucerna. Sommer va ser cridat al Basilea el 7 de gener del 2009 perquè el porter titular del club, Franco Costanzo, estava lesionat.
Va fer el seu debut a la Superlliga amb el Basilea en una derrota per 3-2 davant el Young Boys a l'Stadion Wankdorf el 7 de febrer de 2009. Va jugar sis partits amb el club fins al final de la temporada. El 16 de juny es va unir a Grasshopper en un préstec d'una temporada.] Durant la seva temporada allà, va jugar 33 partits de lliga.
El 14 de juny del 2010 va signar un contracte de cinc anys amb el Basilea. Va ser la segona opció a la porteria darrere de Franco Costanzo. El març del 2011 el Basilea va anunciar que no oferiria a Costanzo una extensió de contracte, cosa que va convertir Sommer en el primer porter del club. Va jugar cinc partits de la Superlliga durant la temporada 2010-11 i, per tant, va formar part de l'equip guanyador del campionat.
Va fer el seu debut a la Lliga de Campions de la UEFA el 14 de setembre de 2011 en una victòria per 2-1 a casa davant l'Oțelul Galați. Va ser porter de primera elecció en la temporada 2011-12, després de la qual va guanyar el doblet de la lliga i la Copa de Suïssa.
Al final de la temporada 2012-13 va guanyar el títol de lliga per tercera vegada consecutiva, després d'haver jugat en els 36 partits a la competició. Basilea també va acabar com a subcampió de la Copa de Suïssa. A la Lliga Europa de la UEFA 2012-13 el seu club va avançar a les semifinals on es va enfrontar a l'actual campió, el Chelsea FC, amb el qual va ser eliminat amb un marcador de 2-5 al global.
Al final de la temporada 2013-14 va guanyar el campionat de lliga amb Basilea. També van arribar a la final de la Copa de Suïssa 2013-14 però van ser derrotats 2-0 pel Zúric a la pròrroga. A la Lliga de Campions 2013-14 el Basilea va acabar la fase de grups a la tercera posició per classificar-se per a la fase eliminatòria de la Lliga Europa on va avançar fins als quarts de final. A la seva temporada 2013-14, Basilea va jugar un total de 68 partits: 36 de la Lliga Suïssa, 6 de la Copa Suïssa, 6 de la Lliga de Campions i 10 de la Lliga Europa i 10 partits de prova. Sommer va sumar 58 aparicions: 35 de Lliga, 2 de Copa, 10 de Lliga de Campions i 6 de Lliga Europa, a més de 5 als partits de prova.
Tot i això, va aconseguir mantenir 65 vegades la seva porteria a zero en 170 aparicions en totes les competicions en què va disputar amb el club.

### Borussia Mönchengladbach
El 10 de març de 2014 va signar un contracte de cinc anys amb el Borussia Mönchengladbach de la Bundesliga alemanya, a partir de l'1 de juliol. Va ser fitxat per substituir Marc-André ter Stegen que havia marxat al Barcelona. A la primera temporada amb a Mönchengladbach, 2014-15, va acabar en tercer lloc a la Bundesliga, el millor resultat de lliga del club des del 1978. El club també va aconseguir batre el seu rècord de partits consecutius sense derrota, superant el rècord dels 17 partits que havia establert durant la temporada 1970-71.

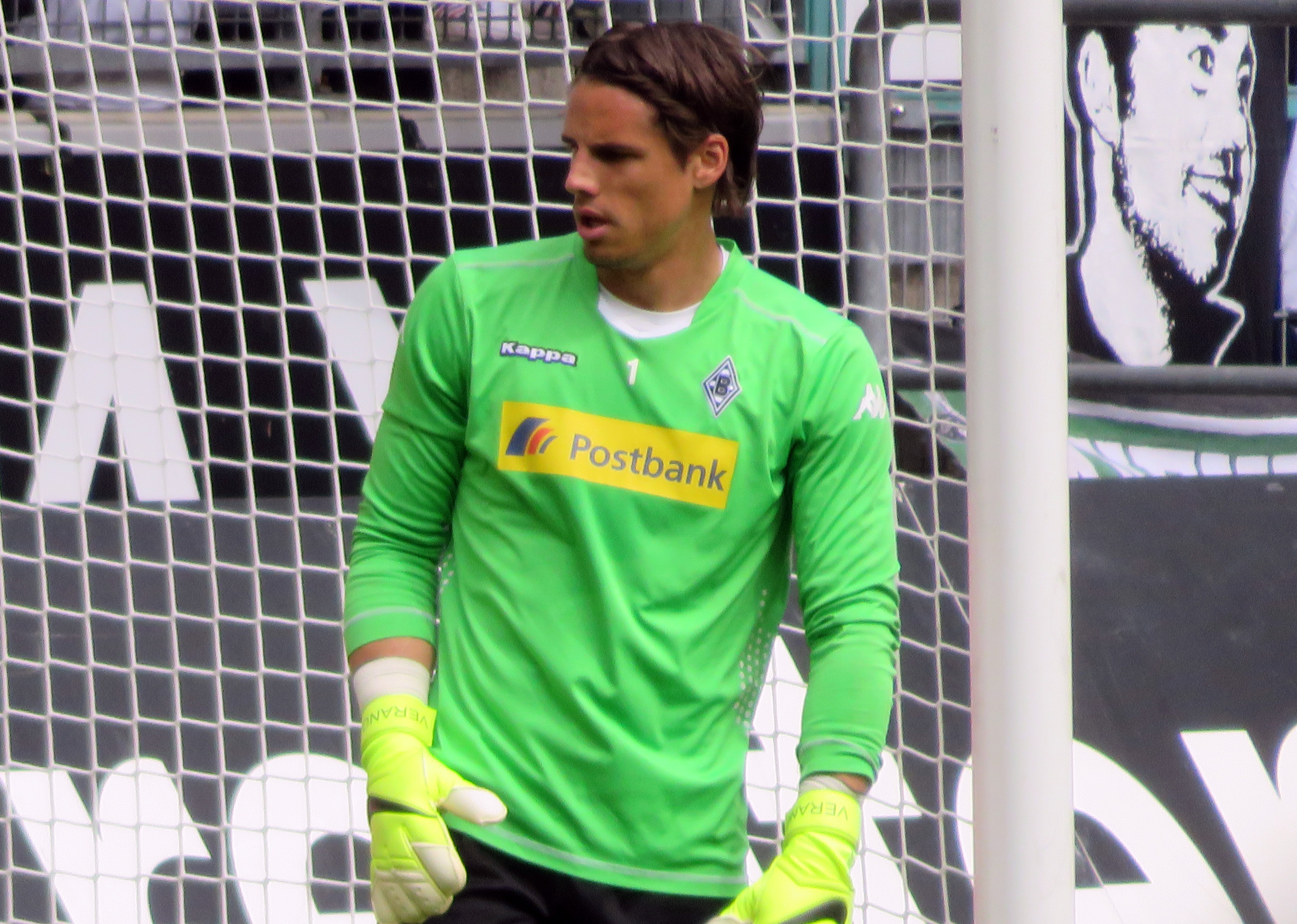
Sommer amb Gladbach el 2015.

El seu debut va arribar contra l'Homburg a la Copa d'Alemanya, on el Gladbach va guanyar 3-1. Sommer va jugar contra el VfB Stuttgart a la jornada inaugural en un empat 1-1. El seu company Christoph Kramer va marcar un gol que ho va llançar des de llarga distància contra el Borussia Dortmund en una derrota per 1-0, però el Gladbach va aconseguir la classificació per a la Lliga de Campions de la UEFA amb un partit restant. Al final de la temporada, Sommer va ser nomenat jugador de la temporada del Gladbach.
La temporada 2015-16 va començar malament: el Gladbach va perdre el primer partit per 4-0 davant el Borussia Dortmund i Sommer va ser culpat pel primer gol. Es va informar que el club estava en seriosos problemes, i abans del seu primer partit de la temporada a la Lliga de Campions, els jugadors del club van sostenir converses de crisi per discutir els seus problemes.] Després de perdre 3-0 davant el Sevilla, Sommer va ser molt criticat pel seu joc.] Després d'una cinquena derrota consecutiva a la Bundesliga davant el Colònia l'entrenador Lucien Favre va posar la seva renúncia. A diferència de l'any anterior, va ser el pitjor començament de temporada que el Gladbach havia patit.
Amb el nou entrenador interí André Schubert, el club va millorar dramàticament amb quatre victòries en quatre partits, cosa que va resultar en el nomenament permanent de Schubert.] Sommer es va veure obligat a no jugar contra el VfL Wolfsburg a causa d'una fractura al nas, després d'haver-se lesionat contra el Manchester City a la Lliga de Campions, per la qual cosa va ser reemplaçat per Tobias Sippel. Sommer finalment va jugar a tots els partits restants de la Bundesliga, i les seves actuacions van despertar l'interès del Manchester City.
Tot i això, Borussia Mönchengladbach va acabar quart en la temporada 2015-16 i es va classificar per a la Lliga de Campions de la UEFA 2016-17 en què va acabar tercer en el seu grup que tenia el Barcelona, Manchester City i Celtic, i després va aconseguir els vuitens de final de la Lliga Europa abans de ser eliminat pel Schalke 04 a la regla del gol de visitant després d'un empat 3-3 al global.
Al novembre de 2019 va estendre el seu contracte fins a 2023. A la Lliga de Campions de la UEFA 2020-21, el Borussia Mönchengladbach va aconseguir els vuitens de final, on va perdre contra el Manchester City.

## Internacional

### Categories inferiors
Sommer ha representat Suïssa a diversos nivells d'edat, inclosos els menors de 16, 17, 19 i 21 anys. Va fer el seu debut a la selecció sub-16 el 26 d'agost del 2003, però el partit va acabar en una derrota per 0-5 davant Alemanya. El seu debut a la sub-17 va ser el 20 de novembre de 2003 en un empat 1-1 contra Anglaterra.
Sommer va debutar amb la selecció suïssa sub-21 el 22 d'agost del 2007, quan va ser substituït al descans durant la victòria per 2-1 com a visitant contra Bèlgica. Va ser porter i capità de la selecció Suïssa sub-21 que va competir a la fase final del Campionat d'Europa Sub-21 de la UEFA 2011, organitzat per Dinamarca entre l'11 i el 25 de juny de 2011. La selecció suïssa va assolir el Campionat d'Europa Sub-21 de la UEFA 2011 el 25 de juny sense encaixar un gol, però va perdre 2-0 davant d'Espanya, aquest va ser l'últim partit de Sommer en categoria de menors de 21 anys.

### Absoluta
El 13 de maig de 2014 l'entrenador de la selecció de Suïssa, Ottmar Hitzfeld, va incloure Sommer a la llista oficial de 23 jugadors convocats per afrontar la Copa Mundial de Futbol de 2014, fent d'aquest el primer Mundial que disputaria.
El 4 de juny de 2018 el seleccionador Vladimir Petković el va incloure a la llista de 23 per al Mundial. Va ser l'arquer titular en un torneig en què van arribar fins als vuitens de final.

#### Participacions en Copes del Món
| Mundial                         | Seu    | Resultat         |
| ------------------------------- | ------ | ---------------- |
| Copa Mundial de Futbol del 2014 | Brasil | Vuitens de final |
| Copa Mundial de Futbol de 2018  | Rússia | Vuitens de final |
| Copa Mundial de Futbol de 2022  | Qatar  | Disputant-se     |

## Clubs
| Club                     | País          | Any          | Partits |
| ------------------------ | ------------- | ------------ | ------- |
| FC Basilea               | Suïssa        | 2006-2014    | 170     |
| FC Vaduz (cedit)         | Liechtenstein | 2007-2009    | 54      |
| Grasshoppers (cedit)     | Suïssa        | 2009-2010    | 33      |
| Borussia Mönchengladbach | Alemanya      | 2014- 2023   | 335     |
| FC Bayern de Múnic       | Alemanya      | 2023-present | 6       |

## Palmarès

### Títols estatals
| Títol                | Club               | País     | Any  |
| -------------------- | ------------------ | -------- | ---- |
| Superlliga de Suïssa | FC Basilea         | Suïssa   | 2011 |
| Superlliga de Suïssa | FC Basilea         | Suïssa   | 2012 |
| Copa de Suïssa       | FC Basilea         | Suïssa   | 2012 |
| Superlliga de Suïssa | FC Basilea         | Suïssa   | 2013 |
| Superlliga de Suïssa | FC Basilea         | Suïssa   | 2014 |
| Lliga alemanya       | FC Bayern de Múnic | Alemanya | 2023 |
| Supercopa italiana   | FC Inter de Milà   | Itàlia   | 2023 |
| Serie A              | FC Inter de Milà   | Itàlia   | 2024 |